# Robert Kessler
Pour les articles homonymes, voir Kessler.
William Robert Kessler, né le 30 octobre 1995 à Berlin, est un coureur cycliste allemand.

## Biographie
Il met un terme à sa carrière à l'issue de la saison 2020.

## Palmarès sur route

### Par année
- 2015
  - 3e du Tour du Sachsenring
- 2016
  - 2e de Cottbus-Görlitz-Cottbus
  - 3e du championnat d'Allemagne du contre-la-montre par équipes
- 2017
  - 3e de la Carpathian Couriers Race
  - 3e du championnat d'Allemagne du contre-la-montre par équipes
- 2018
  - 2e du championnat d'Allemagne du contre-la-montre par équipes
- 2019
  - 2e du championnat d'Allemagne du contre-la-montre par équipes

### Classements mondiaux
| Année           | 2016   | 2017 |
| --------------- | ------ | ---- |
| UCI Europe Tour | 1 745e | 763e |

## Palmarès sur piste

### Championnats d'Allemagne
- 2011
  -  Champion d'Allemagne de poursuite par équipes cadets (avec Christian Koch, Leon Rohde et Tristan Wedler)
- 2013
  -  Champion d'Allemagne de poursuite par équipes juniors (avec Jasper Frahm, Marcel Franz et Leon Rohde)